# Theodor Amsinck

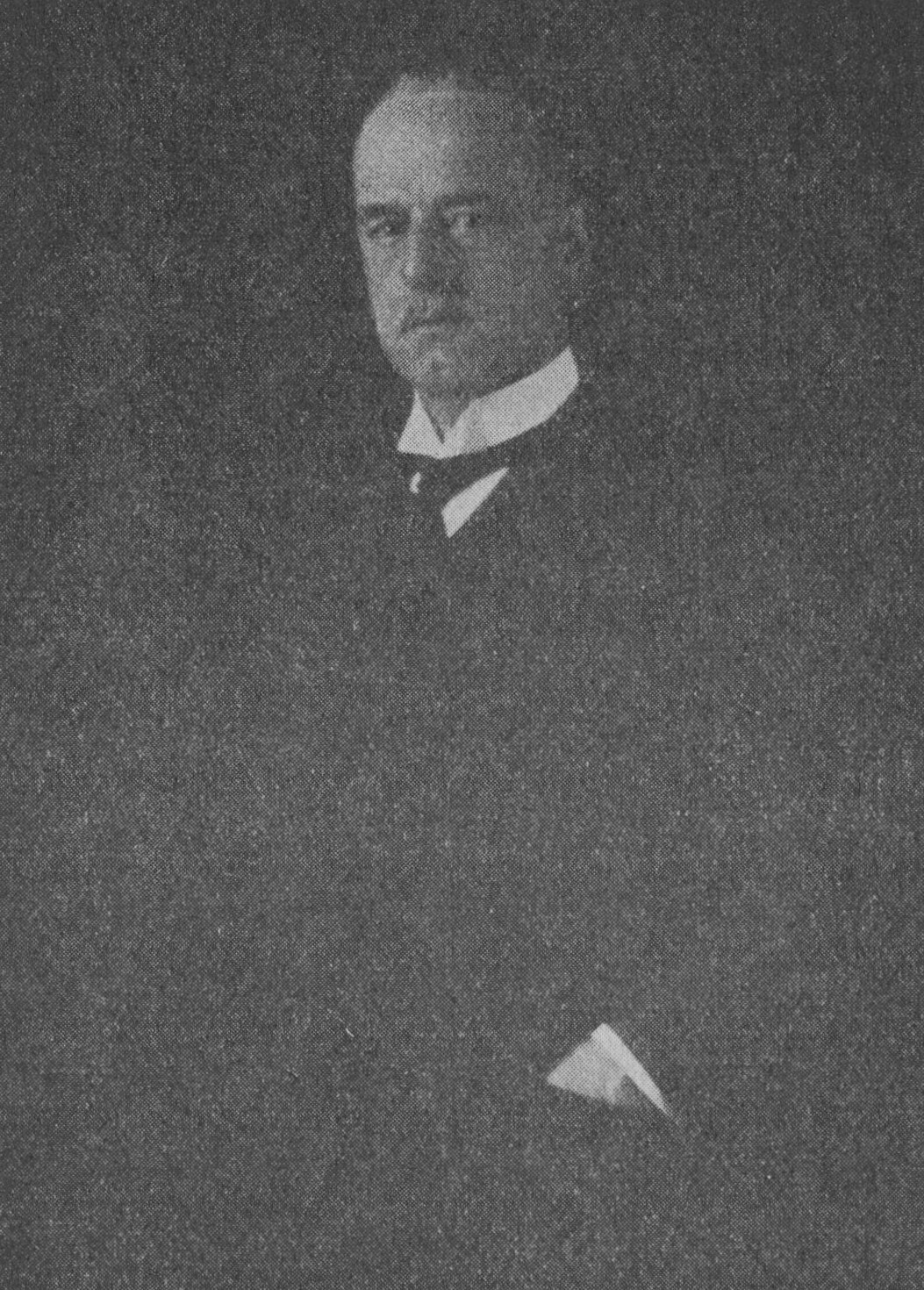
Theodor Amsinck, 1928

Johannes Theodor Amsinck (* 10. Dezember 1868 in Hamburg; † 8. März 1950 ebenda) war ein deutscher Unternehmer. 

## Leben

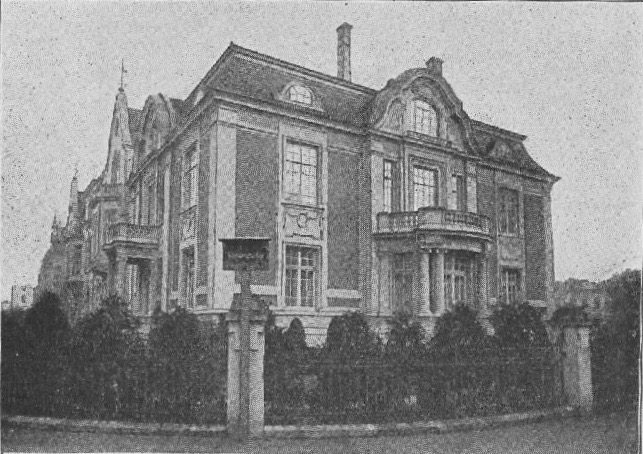
Abteistraße 25, 1905/6

Als Mitglied einer Patrizierfamilie war er wie seine Vorfahren, darunter der gleichnamige Arnold Amsinck, der Schifffahrt verschrieben. Sein Vater war der Reeder Martin Garlieb Amsinck und der Reeder und Unternehmer Arnold Amsinck sein jüngerer Bruder. Er trat 1895 in das väterliche Unternehmen ein, wurde bereits zwei Jahre später Mitglied des Vorstandes, ab 1903 Vorstand und später Direktor der Hamburg-Südamerikanischen Dampfschifffahrtsgesellschaft und führte die Tradition der väterlichen Schiffsreederei weiter. Mit neuen CAP-Schiffen wurde seine Reederei führend bei Fahrten nach Südamerika. Er lebte sowohl in Hamburg, Holzbrücke 8, Abteistraße 25, als auch in Aumühle bei Hamburg, Bismarckallee.
Theodor Amsinck starb am 8. März 1950 und wurde wie viele seiner Vorfahren auf dem Alten Niendorfer Friedhof in Hamburg bestattet.

## Familie
Er war verheiratet mit Käthe geborene Böhl.